# Black Caesar, le parrain de Harlem
Série
Casse dans la ville
(1973)
Pour plus de détails, voir Fiche technique et Distribution.
Black Caesar, le parrain de Harlem (Black Caesar) est un film américain réalisé par Larry Cohen, sorti en 1973. Il s'agit du remake du film Le Petit César sorti en 1931. La bande originale du film est écrite et interprétée par James Brown.

## Synopsis
Au cœur de Harlem, un enfant des rues afro-américain devenu caïd à l'âge adulte tente d’accaparer un territoire et un business jusque-là détenus par les blancs.

## Fiche technique
- Titre : Black Caesar, le parrain de Harlem
- Titre original : Black Caesar
- Réalisation : Larry Cohen
- Scénario : Larry Cohen
- Musique : James Brown
- Photographie : Fenton Hamilton
- Montage : George Folsey Jr.
- Production : Larry Cohen
- Sociétés de production : American International Pictures & Larco Productions
- Société de distribution : American International Pictures
- Pays :  États-Unis
- Langue : Anglais
- Format : Couleur - Mono - 35 mm - 1.85:1
- Genre : Drame, Policier
- Durée : 95 min

## Distribution
- Fred Williamson : Tommy Gibbs
- Gloria Hendry : Helen
- Art Lund : McKinney
- D'Urville Martin : Le révérend Rufus
- Philip Roye : Joe Washington
- William Wellman Jr. : Alfred Coleman
- Val Avery : Cardoza
- Julius Harris : M. Gibbs
- Myrna Hansen : Virginia Coleman
- Minnie Gentry : Maman Gibbs
- James Dixon : Bryant
- Patrick McAllister : Grossfield
- Don Pedro Colley : Crawdaddy
- Omer Jeffrey : Tommy enfant
- Michael Jeffrey : Joe enfant
- Andrew Duggan (non crédité) : Homme à Shoeshine